# Erigenia bulbosa
Erigenia es un género monotípico de plantas de la familia de las apiáceas. Su única especie: Erigenia bulbosa, es el único miembro de la tribu Erigenieae.

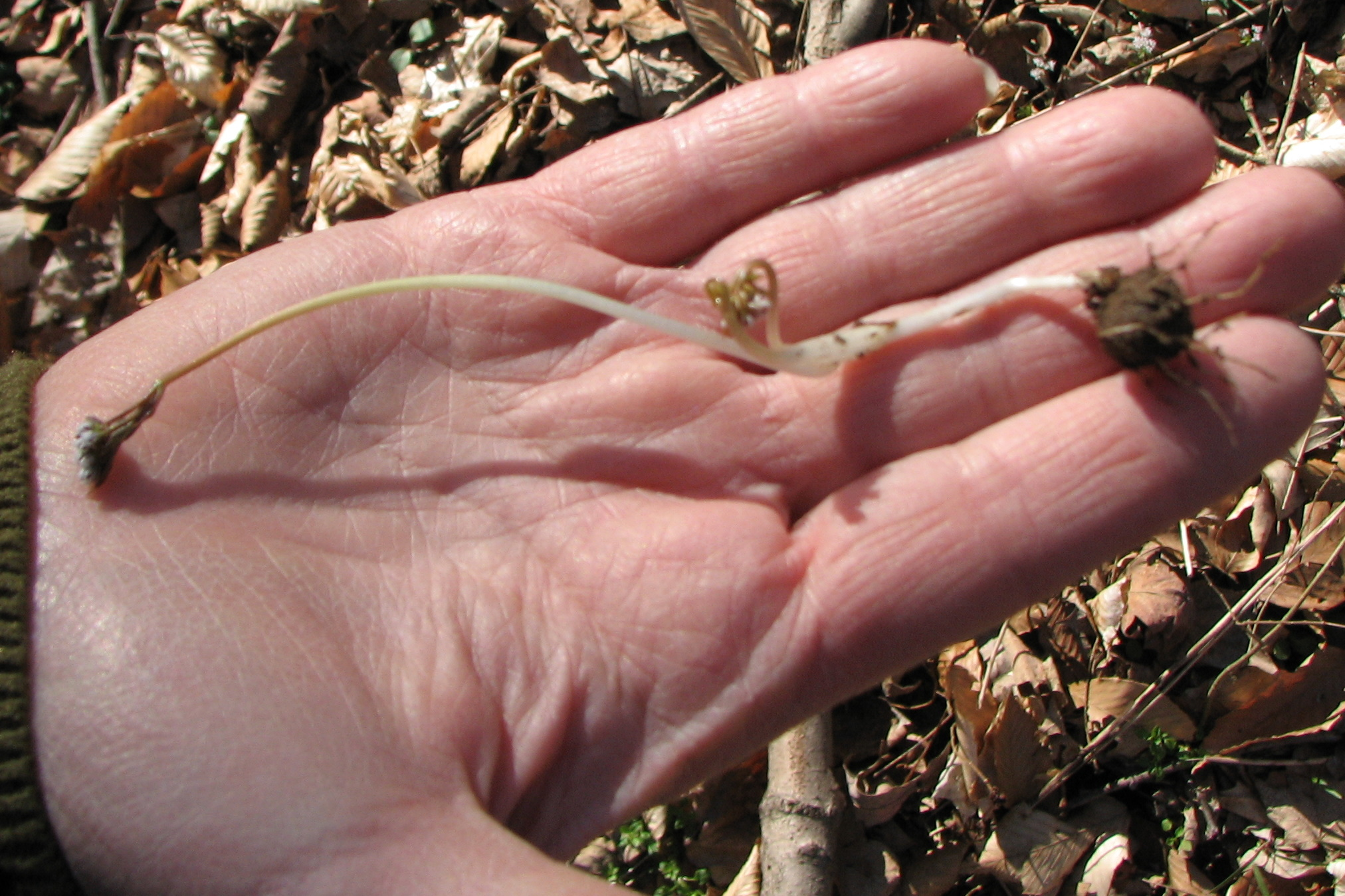
La planta E. bulbosa

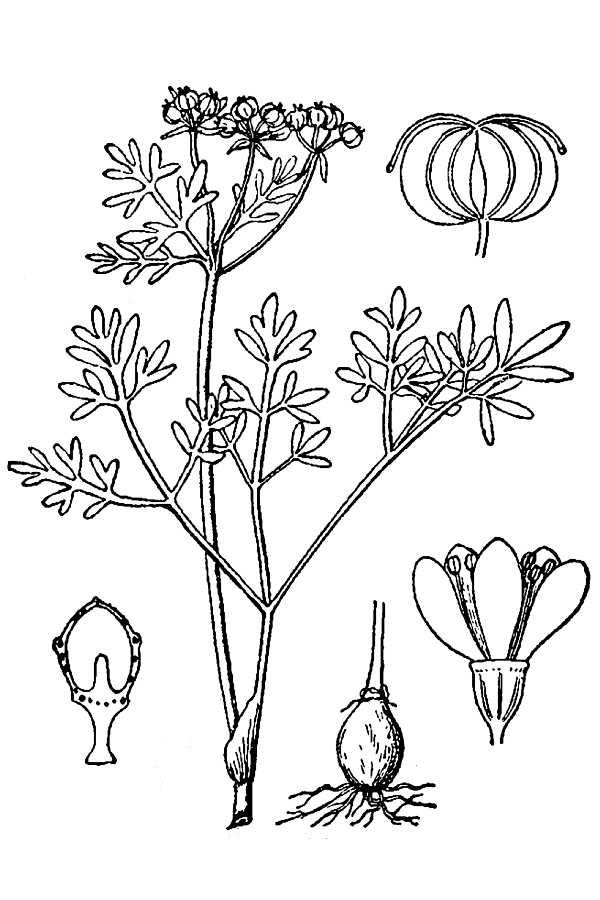
E. bulbosa de Britton & Brown 1913

## Distribución y hábitat
Esta planta se conoce como heraldo de la primavera, ya que es una de las flores silvestres nativas que primero  florecen en los ricos bosques de la latitud media de Estados Unidos. Se encuentra tan al norte como el centro de Nueva York y el sur de Wisconsin, al oeste con el oeste de los Ozarks, y al sur con el centro de Alabama.  También se encuentra en el extremo sur de Ontario. Florece desde finales de febrero hasta principios de abril. 

## Descripción
Es una pequeña planta efímera que alcanza sólo 5-15 cm de altura cuando está en flor, y un poco más grande después. Cada bulbo esférico da lugar a un solo tallo púrpura, que termina en una umbela. Las flores tienen blancos pétalos y grandes y oscuro rojizas anteras. Los pétalos en forma de lágrima son de 3-4 milímetros de largo, muy separados y no se tocan entre sí. Como es característico de la familia de la zanahoria, las hojas de esta planta están enfundados en la base y pinnadas se dividen en muchas secciones pequeñas.

## Ecología
Esta planta se encuentra en  los ricos bosques de frondosas de América del Norte. Sus asociados típicos incluyen a Claytonia virginica  y  Cardamine laciniata. Todas estas son las primeras plantas en flor de primavera que son polinizadas por abejas solitarias , y en menor medida, por las moscas. E. bulbosa tiene una pequeña acumulación diaria de néctar por flor (7-38 g de azúcar / flor), pero la presencia de numerosas flores, dispuestas estrechamente, que florecen simultáneamente en la umbela puede aumentar el incentivo general por el néctar por los polinizadores. El néctar producido por E. bulbosa sólo contiene azúcar de fructosa.
E. bulbosa no forma asociaciones de micorrizas vesiculares-arbusculares con los hongos, en contraste con la mayoría de las plantas.
Estas plantas se protegen de Nueva York y Wisconsin como en peligro de extinción, y en Pennsylvania como amenazadas .

## Usos
El bulbo es comestible tanto cocinado y crudo. Los Cherokee se sabe que masticaban esta planta como medicina para el dolor de muelas, aunque no se sabe qué partes de la planta masticaban. Esta planta se utiliza a veces en los jardines de flores silvestres nativas a lo largo de su área de distribución .

## Taxonomía
Erigenia bulbosa fue descrita por (Michx.) Nutt. y publicado en The Genera of North American Plants 1: 188. 1818.
Sinonimia
- Hydrocotyle bipinnata Raf. ex Muhl.
- Hydrocotyle bulbosa Eaton & Wright
- Hydrocotyle composita Pursh
- Ligusticum bulbosum Pers.
- Sison bulbosum Michx.
- Sium bulbosum Poir.